# Récompenses individuelles du championnat de France de basket-ball
Palmarès des MVP et des autres récompenses individuelles du championnat de France selon le référendum du mensuel Maxi-Basket depuis 1983, puis de l'hebdomadaire Basket News à partir de 2009. La distinction de meilleur entraîneur de la saison est décerné par le syndicat des coachs de basket (SCB).

## Palmarès

### Palmarès complet depuis 1983
Entre 1983 et 2005, le mensuel Maxi-Basket sollicite les joueurs et les entraîneurs du championnat pour voter. Depuis 2005, tous les entraîneurs et capitaines de première division ainsi qu’un groupe d’une cinquantaine de journalistes spécialisés sont appelés à voter.
À partir de la saison 2014-2015, les titres de MVP français et étranger sont unifiés.
| Saison | MVP français                                | MVP étranger                                | Meilleur espoir                             | Meilleur défenseur                          | Meilleure progression              | Meilleur entraîneur                                        | Meilleur 6e homme (aller/retour)                  |
| ------ | ------------------------------------------- | ------------------------------------------- | ------------------------------------------- | ------------------------------------------- | ---------------------------------- | ---------------------------------------------------------- | ------------------------------------------------- |
| 1983   | Philip Szanyiel (ASVEL)                     | Ed Murphy (Limoges)                         | Valéry Demory (Stade Français)              | Non attribué                                | Non attribué                       | Non attribué                                               |                                                   |
| 1984   | Hervé Dubuisson (Stade Français)            | Ed Murphy (Limoges)                         | Stéphane Ostrowski (Le Mans)                | Non attribué                                | Non attribué                       | Non attribué                                               |                                                   |
| 1985   | Richard Dacoury (Limoges)                   | Ed Murphy (Limoges)                         | Valéry Demory (Stade Français)              | Non attribué                                | Non attribué                       | Non attribué                                               |                                                   |
| 1986   | Stéphane Ostrowski (Limoges)                | Kevin Figaro (Challans)                     | Christian Garnier (Monaco)                  | Allen Bunting (Antibes)                     | Non attribué                       | Michel Gomez (Challans)                                    |                                                   |
| 1987   | Freddy Hufnagel (Orthez)                    | Bill Varner (Antibes)                       | Didier Gadou (Orthez)                       | Richard Dacoury (Limoges)                   | Non attribué                       | George Fisher (Orthez)                                     |                                                   |
| 1988   | Stéphane Ostrowski (Limoges)                | Don Collins (Limoges)                       | Hugues Occansey (Limoges)                   | Richard Dacoury (Limoges)                   | Non attribué                       | Jean Galle (Cholet)                                        |                                                   |
| 1989   | Stéphane Ostrowski (Limoges)                | Don Collins (Limoges)                       | Jim Bilba (Cholet)                          | Richard Dacoury (Limoges)                   | Non attribué                       | Jean-Luc Monschau (Mulhouse)                               |                                                   |
| 1990   | Stéphane Ostrowski (Limoges)                | Don Collins (Limoges)                       | Antoine Rigaudeau (Cholet)                  | Richard Dacoury (Limoges)                   | Non attribué                       | Michel Gomez (Limoges)                                     |                                                   |
| 1991   | Antoine Rigaudeau (Cholet)                  | Michael Brooks (Limoges)                    | Antoine Rigaudeau (Cholet)                  | Richard Dacoury (Limoges)                   | Non attribué                       | Michel Gomez (Pau-Orthez)                                  |                                                   |
| 1992   | Antoine Rigaudeau (Cholet)                  | Michael Brooks (Limoges)                    | Antoine Rigaudeau (Cholet)                  | Richard Dacoury (Limoges)                   | Non attribué                       | Alain Thinet (Roanne)                                      |                                                   |
| 1993   | Antoine Rigaudeau (Cholet)                  | Michael Young (Limoges)                     | Yann Bonato (Antibes)                       | Richard Dacoury (Limoges)                   | Non attribué                       | Božidar Maljković (Limoges)                                |                                                   |
| 1994   | Antoine Rigaudeau (Cholet)                  | Michael Young (Limoges)                     | Alain Digbeu (ASVEL)                        | Richard Dacoury (Limoges)                   | Non attribué                       | Božidar Maljković (Limoges)                                |                                                   |
| 1995   | Yann Bonato (PSG Racing)                    | David Rivers (Antibes)                      | Alain Digbeu (ASVEL)                        | Richard Dacoury (Limoges)                   | Non attribué                       | Jacques Monclar (Antibes)                                  |                                                   |
| 1996   | Antoine Rigaudeau (Pau-Orthez)              | Delaney Rudd (ASVEL)                        | Fabien Dubos (Pau-Orthez)                   | Arsène Ade-Mensah (Antibes)                 | Non attribué                       | Gregor Beugnot (ASVEL)                                     |                                                   |
| 1997   | Yann Bonato (Limoges)                       | Delaney Rudd (ASVEL)                        | Frédéric Weis (Limoges)                     | Jim Bilba (ASVEL)                           | Non attribué                       | Gregor Beugnot (ASVEL)                                     |                                                   |
| 1998   | Jim Bilba (ASVEL)                           | Jerry McCullough (Gravelines)               | Willem Laure (Dijon)                        | Arsène Ade-Mensah (PSG Racing)              | Non attribué                       | Gregor Beugnot (ASVEL)                                     |                                                   |
| 1999   | Laurent Foirest (Pau-Orthez)                | Keith Jennings (Le Mans)                    | Frédéric Weis (Limoges)                     | Jim Bilba (ASVEL)                           | Non attribué                       | Claude Bergeaud (Pau-Orthez)                               |                                                   |
| 2000   | Moustapha Sonko (ASVEL)                     | Marcus Brown (Limoges)                      | David Gautier (Cholet)                      | Jim Bilba (ASVEL)                           | Non attribué                       | Christophe Vitoux (Strasbourg) et Duško Ivanović (Limoges) |                                                   |
| 2001   | Jim Bilba (ASVEL)                           | Bill Edwards (ASVEL)                        | Tony Parker (Paris)                         | Jim Bilba (ASVEL)                           | Non attribué                       | Vincent Collet (Le Mans)                                   |                                                   |
| 2002   | Cyril Julian (Nancy)                        | Roger Esteller (Pau-Orthez)                 | Boris Diaw (Pau-Orthez)                     | Florent Piétrus (Pau-Orthez)                | Non attribué                       | Savo Vučević (Cholet)                                      |                                                   |
| 2003   | Boris Diaw (Pau-Orthez)                     | Rico Hill (Le Mans)                         | Pape-Philippe Amagou (Le Mans)              | Makan Dioumassi (Hyères-Toulon)             | Non attribué                       | Frédéric Sarre (Pau-Orthez)                                |                                                   |
| 2004   | Laurent Foirest (Pau-Orthez)                | Rick Hughes (Strasbourg)                    | Pape-Philippe Amagou (Le Mans)              | Thierry Rupert (Strasbourg)                 | Non attribué                       | Vincent Collet (Le Mans)                                   |                                                   |
| 2005   | Laurent Sciarra (Gravelines-Dunkerque)      | Jermaine Guice (Le Havre)                   | Mickael Mokongo (Chalon-sur-Saône)          | Mickael Mokongo (Chalon-sur-Saône)          | Non attribué                       | Éric Girard (Strasbourg)                                   |                                                   |
| 2006   | Cyril Julian (Nancy)                        | Jason Rowe (Hyères Toulon)                  | Ian Mahinmi (Le Havre)                      | John Linehan (Paris) / (Strasbourg)         | Non attribué                       | Frédéric Sarre (Bourg-en-Bresse)                           |                                                   |
| 2007   | Cyril Julian (Nancy)                        | Dewarick Spencer (Roanne)                   | Nicolas Batum (Le Mans)                     | Marc-Antoine Pellin (Roanne)                | Non attribué                       | Jean-Denys Choulet (Roanne)                                |                                                   |
| 2008   | Nando de Colo (Cholet)                      | Marc Salyers (Roanne)                       | Nicolas Batum (Le Mans)                     | Dounia Issa (Vichy)                         | Nando de Colo (Cholet)             | Christian Monschau (Le Havre)                              |                                                   |
| 2009   | Alain Koffi (Le Mans)                       | Austin Nichols (Hyères Toulon)              | Thomas Heurtel (Pau-Lacq-Orthez)            | Tony Dobbins (Orléans)                      | Rodrigue Beaubois (Cholet)         | Philippe Hervé (Orléans)                                   |                                                   |
| 2010   | Ali Traoré (ASVEL)                          | Ricardo Greer (Nancy)                       | Andrew Albicy (Paris-Levallois)             | John Linehan (Cholet)                       | Kevin Seraphin (Cholet)            | Ruddy Nelhomme (Poitiers)                                  |                                                   |
| 2011   | Mickaël Gelabale (ASVEL)                    | Samuel Mejia (Cholet)                       | Evan Fournier (Poitiers)                    | John Linehan (Nancy)                        | Evan Fournier (Poitiers)           | Erman Kunter (Cholet)                                      |                                                   |
| 2012   | Fabien Causeur (Cholet)                     | Blake Schilb (Chalon)                       | Evan Fournier (Poitiers)                    | Andrew Albicy (Gravelines)                  | Evan Fournier (Poitiers)           | Gregor Beugnot (Chalon)                                    |                                                   |
| 2013   | Edwin Jackson (ASVEL)                       | Dwight Buycks (Gravelines)                  | Livio Jean-Charles (ASVEL)                  | Anthony Dobbins (Poitiers)                  | Edwin Jackson (ASVEL)              | Christian Monschau (Gravelines)                            |                                                   |
| 2014   | Antoine Diot (Strasbourg)                   | Randal Falker (Nancy)                       | Clint Capela (Chalon)                       | Anthony Dobbins (Dijon)                     | Clint Capela (Chalon)              | Jean-Louis Borg (Dijon)                                    |                                                   |
| 2015   | Adrien Moerman (Limoges)                    | Adrien Moerman (Limoges)                    | Petr Cornelie (Le Mans)                     | Florent Piétrus (Nancy)                     | Benjamin Sene (Nancy)              | Vincent Collet (Strasbourg)                                | Jamar Smith (Limoges) Darnell Harris (Orléans)    |
| 2016   | Devin Booker (Chalon)                       | Devin Booker (Chalon)                       | Frank Ntilikina (Strasbourg)                | Charles Kahudi (ASVEL)                      | Wilfried Yeguete (Pau-Lacq-Orthez) | Vincent Collet (Strasbourg)                                | Matt Howard (Strasbourg) Mathias Lessort (Chalon) |
| 2017   | D. J. Cooper (Pau-Lacq-Orthez)              | D. J. Cooper (Pau-Lacq-Orthez)              | Frank Ntilikina (Strasbourg)                | Moustapha Fall (Chalon)                     | Paul Lacombe (Strasbourg)          | Zvezdan Mitrović (Monaco)                                  | Louis Labeyrie (Paris-Levallois)                  |
| 2018   | Zachery Peacock (Bourg-en-Bresse)           | Zachery Peacock (Bourg-en-Bresse)           | Adam Mokoka (Gravelines-Dunkerque)          | Aaron Craft (Monaco)                        | non attribué                       | Zvezdan Mitrović (Monaco)                                  | D. J. Stephens (Le Mans)                          |
| 2019   | David Holston (Dijon)                       | David Holston (Dijon)                       | Théo Maledon (ASVEL)                        | Lahaou Konaté (Nanterre)                    | non attribué                       | Pascal Donnadieu (Nanterre)                                | Ali Traoré (Strasbourg)                           |
| 2020   | Non attribué                                | Non attribué                                | Non attribué                                | Non attribué                                | Non attribué                       | Non attribué                                               | Non attribué                                      |
| 2021   | Bonzie Colson (Strasbourg)                  | Bonzie Colson (Strasbourg)                  | Victor Wembanyama (Nanterre)                | Moustapha Fall (ASVEL)                      | non attribué                       | Zvezdan Mitrović (Monaco)                                  | Pierre Pelos (Bourg-en-Bresse)                    |
| 2022   | Will Cummings (Levallois Metropolitans)     | Will Cummings (Levallois Metropolitans)     | Victor Wembanyama (ASVEL)                   | Ismaël Kamagate (Paris Basketball)          | non attribué                       | Vincent Collet (Levallois Metropolitans)                   |                                                   |
| 2023   | Victor Wembanyama (Levallois Metropolitans) | Victor Wembanyama (Levallois Metropolitans) | Victor Wembanyama (Levallois Metropolitans) | Victor Wembanyama (Levallois Metropolitans) |                                    | Laurent Vila (Cholet)                                      |                                                   |
| 2024   | T. J. Shorts (Paris Basketball)             | T. J. Shorts (Paris Basketball)             | Zaccharie Risacher (Bourg-en-Bresse)        | John Brown (Monaco)                         |                                    | Tuomas Iisalo (Paris Basketball)                           |                                                   |
| 2025   | T. J. Shorts (Paris Basketball)             | T. J. Shorts (Paris Basketball)             | Noah Penda (Le Mans                         | Alpha Diallo (Monaco)                       | Clément Frisch (Nancy)             | Fabrice Lefrançois (Cholet)                                |                                                   |

### Référendum L'Équipe (1994-2005)
Entre 1994 et 2005, le quotidien L'Équipe procède également à son élection des meilleurs joueurs français et étrangers du championnat, par le biais d'un vote des journalistes. Les résultats de ce scrutin figurent également au palmarès officiel de la LNB.
| Saison    | MVP français                   | MVP étranger                  |
| --------- | ------------------------------ | ----------------------------- |
| 1993-1994 | Antoine Rigaudeau (Cholet)     | Michael Young (Limoges)       |
| 1994-1995 | Yann Bonato (PSG Racing)       | David Rivers (Antibes)        |
| 1995-1996 | Antoine Rigaudeau (Pau-Orthez) | Delaney Rudd (ASVEL)          |
| 1996-1997 | Jim Bilba (ASVEL)              | Delaney Rudd (ASVEL)          |
| 1997-1998 | Alain Digbeu (ASVEL)           | Jerry McCullough (Gravelines) |
| 1998-1999 | Laurent Foirest (Pau-Orthez)   | Keith Jennings (Le Mans)      |
| 1999-2000 | Moustapha Sonko (ASVEL)        | Marcus Brown (Limoges)        |
| 2000-2001 | Jim Bilba (ASVEL)              | Bill Edwards (ASVEL)          |
| 2001-2002 | Cyril Julian (Nancy)           | Tony Dorsey (Cholet)          |
| 2002-2003 | Laurent Sciarra (Paris Basket) | Dragan Lukovski (Pau-Orthez)  |
| 2003-2004 | Laurent Foirest (Pau-Orthez)   | Rick Hughes (Strasbourg)      |
| 2004-2005 | Laurent Sciarra (Gravelines)   | Jermaine Guice (Le Havre)     |

### Avant 1983
Avant 1983, le titre de meilleur joueur du championnat est parfois attribué par un panel de journalistes spécialisés (palmarès incomplet).
- Jean Degros (Denain) est élu meilleur joueur de la saison 1962-1963.

- Alain Gilles (ASVEL) est élu meilleur joueur de la saison en 1965, 1967 et 1968.

- Michel Le Ray (ABC Nantes) est élu meilleur joueur de la saison 1965-1966.

- Pierre Galle (AS Berck) est élu meilleur joueur de la saison 1972-1973.

### Palmarès de Pro B
Des trophées sont remis au meilleur joueur français et étranger (MVP français et étranger), et au meilleur entraîneur de l'année de Pro B. 
| Saison | MVP français                                 | MVP étranger                              | Meilleur entraîneur                      | Meilleure progression                 | Meilleur jeune                |
| ------ | -------------------------------------------- | ----------------------------------------- | ---------------------------------------- | ------------------------------------- | ----------------------------- |
| 1992   | Patrick Cham (Levallois)                     | Terence Stansbury (Levallois)             |                                          |                                       |                               |
| 1993   | Moustapha Sonko (Sceaux)                     | Winston Crite (Sceaux)                    |                                          |                                       |                               |
| 1994   | Bruno Hamm (Strasbourg)                      | James Banks (Nancy)                       |                                          |                                       |                               |
| 1995   | Freddy Hufnagel (La Rochelle)                | James Banks (Caen)                        |                                          |                                       |                               |
| 1996   | Karim Gharbi (Hyères)                        | David Booth (Toulouse)                    |                                          |                                       |                               |
| 1997   | David Condouant (Vichy)                      | Geoff Lear (Hyères)                       |                                          |                                       |                               |
| 1998   | Jimmy Vérove (Brest)                         | Larry Terry (Mulhouse)                    |                                          |                                       |                               |
| 1999   | Ahmadou Keita (Strasbourg)                   | Jarod Stevenson (Strasbourg)              |                                          |                                       |                               |
| 2000   | Charles-Henri Grétouce (Bondy)               | Elliot Hatcher (Vichy)                    |                                          |                                       |                               |
| 2001   | Laurent Cazalon (Roanne)                     | Floyd Miller (Hyères)                     |                                          |                                       |                               |
| 2002   | Jean-Philippe Tailleman (Golbey-Epinal)      | Rashaun Turner (Vichy)                    |                                          |                                       |                               |
| 2003   | Cyril Akpomedah (Châlons-en-Champagne)       | Mike Jones (Reims / Saint-Quentin)        |                                          |                                       |                               |
| 2004   | David Melody (Clermont)                      | Ondřej Starosta (Saint-Quentin)           |                                          |                                       |                               |
| 2005   | Stephen Brun (Brest)                         | Tyson Patterson (Brest)                   |                                          |                                       |                               |
| 2006   | Raphaël Desroses (Angers)                    | Cedrick Banks (Besançon)                  | François Peronnet (Châlons-en-Champagne) |                                       |                               |
| 2007   | Joachim Ekanga-Ehawa (Nanterre)              | Jimmal Ball (Vichy)                       | Olivier Cousin (Quimper)                 |                                       |                               |
| 2008   | Adrien Moerman (Nanterre)                    | Rashaun Freeman (Nantes)                  | Michel Veyronnet (Rouen)                 |                                       |                               |
| 2009   | Jimmal Ball (Paris-Levallois)                | Errick Craven (Clermont)                  | Ruddy Nelhomme (Poitiers)                |                                       |                               |
| 2010   | Moussa Badiane (Aix Maurienne Savoie Basket) | Teddy Gipson (Pau-Lacq-Orthez)            | Didier Dobbels (Pau-Lacq-Orthez)         |                                       |                               |
| 2011   | Philippe Da Silva (ALM Évreux Basket)        | Nate Carter (Nanterre)                    | Pascal Donnadieu (Nanterre)              |                                       |                               |
| 2012   | Joseph Gomis (Limoges)                       | Chris Massie (Limoges)                    | Frédéric Sarre (Limoges)                 | Ferdinand Prenom (Antibes)            |                               |
| 2013   | Mouhammadou Jaiteh (Boulogne-sur-Mer)        | Jeremiah Wood (Évreux)                    | Rémy Valin (Évreux)                      | Mouhammadou Jaiteh (Boulogne-sur-Mer) |                               |
| 2014   | Michel Morandais (Châlons-Reims)             | Zachery Peacock (Boulogne-sur-Mer)        | Germain Castano (Boulogne-sur-Mer)       | Olivier Romain (Saint-Quentin)        |                               |
| 2015   | Davante Gardner (Hyères-Toulon)              | Davante Gardner (Hyères-Toulon)           | Laurent Legname (Hyères-Toulon)          | Mathieu Wojciechowski (Le Portel)     |                               |
| 2016   | Joe Burton (Évreux)                          | Joe Burton (Évreux)                       | Kyle Milling (Hyères-Toulon)             | Isaïa Cordinier (Denain)              |                               |
| 2017   | Zachery Peacock (Bourg-en-Bresse)            | Zachery Peacock (Bourg-en-Bresse)         | Cédric Heitz (Charleville-Mézières)      | Arthur Rozenfeld (Roanne)             |                               |
| 2018   | Tyren Johnson (Blois)                        | Tyren Johnson (Blois)                     | Mickaël Hay (Blois)                      | non attribué                          | Sekou Doumbouya (Poitiers)    |
| 2019   | Brandon Jefferson (Orléans)                  | Brandon Jefferson (Orléans)               | Guillaume Vizade (Vichy-Clermont)        | non attribué                          | Yanik Blanc (Poitiers)        |
| 2020   | non attribué                                 | non attribué                              | non attribué                             | non attribué                          | non attribué                  |
| 2021   | Parker Jackson-Cartwright (Saint-Quentin)    | Parker Jackson-Cartwright (Saint-Quentin) | Julien Mahé (Saint-Quentin)              | non attribué                          | Hugo Besson (Saint-Quentin)   |
| 2022   | Stéphane Gombauld (Nancy)                    | Stéphane Gombauld (Nancy)                 | Alain Thinet (Saint-Chamond)             | non attribué                          | Clément Frisch (Denain)       |
| 2023   | Mathis Dossou-Yovo (Saint-Quentin)           | Mathis Dossou-Yovo (Saint-Quentin)        | Julien Mahé (Saint-Quentin)              | non attribué                          | Melvin Ajinça (Saint-Quentin) |
| 2024   | Tray Buchanan (La Rochelle)                  | Tray Buchanan (La Rochelle)               | Julien Cortey (La Rochelle)              | non attribué                          | Noah Penda (JA Vichy)         |
| 2025   | Christopher Ledlum (Pau-Lacq-Orthez)         | Christopher Ledlum (Pau-Lacq-Orthez)      | Alexandre Ménard (Boulazac)              | non attribué                          | Talis Soulhac (Blois)         |

### Meilleur entraîneur des Centres de Formation
Un trophée est remis au meilleur entraîneur des centres de formation 
| Saison | Meilleur entraîneur des centres de formation |
| ------ | -------------------------------------------- |
| 2010   | Fabrice Serrano (Lyon-Villeurbanne)          |
| 2011   | Thomas Drouot (Paris-Levallois)              |
| 2012   | Antoine Mathieu (Le Mans)                    |
| 2013   | Romain Chenaud (Chalon-sur-Saône)            |
| 2014   | Julien Mahé (Gravelines-Dunkerque)           |
| 2015   | Lauriane Dolt (Strasbourg)                   |
| 2016   | Julien Martin (Pau-Lacq-Orthez)              |
| 2017   | Pierre Verdiere (Nancy)                      |